# Montenars
Montenars (furlanisch Montenârs, slowenisch: Gorjani) ist eine nordostitalienische Gemeinde (comune) in der Region Friaul-Julisch Venetien mit 483 Einwohnern (Stand 31. Dezember 2023). Die Gemeinde liegt etwa 22 Kilometer nordnordwestlich von Udine und gehört zur Comunità Montana del Gemonese, Canal del Ferro e Val Canale.

## Sehenswürdigkeiten
Montenars galt im 19. Jahrhundert als Hochburg der Vogelfänger. Der Ort liegt unter einer Zugvogelroute. Mit mehr als 50 eigens dafür errichteten Anlagen, den sogenannten Roccoli, versuchte man die Tiere zu fangen. Sie galten als Delikatesse. In Friaul-Julisch Venetien ist der Vogelfang mittlerweile verboten. Vier Roccoli sind, um an die Tradition zu erinnern, erhalten geblieben und frei zugänglich.

## Gemeindepartnerschaft
Montenars unterhält seit 1977 eine inneritalienische Partnerschaft mit der Gemeinde Arezzo in der Provinz Arezzo.